# Promotionen (Walzer)
Promotionen ist ein Walzer von Johann Strauss Sohn (op. 221). Das Werk wurde am 8. Februar 1859 im Solfienbad-Saal in Wien erstmals aufgeführt. 